# Бестляйн, Бернхард
Бернхард Карл Бестляйн (нем. Bernhard Karl Bästlein; 3 декабря 1894 года, Гамбург, Германия — 18 сентября 1944 года, Бранденбург-на-Хафеле, Германия) — коммунист, антифашист, один из лидеров движения Сопротивления во время Второй мировой войны, член организации «Красная капелла».

## Биография
Бернхард Карл Бестляйн родился 3 декабря 1894 года в Гамбурге, в Германской империи. Он был четвёртым ребёнком из пяти детей в семье Бернхарда Бестляйна-старшего и Корнелии Кок. Отец его был родом из Тюрингии, состоял в Социал-демократической партии Германии и был активным членом профсоюза механиков; мать была родом из Восточной Фрисландии.
После гимназии Бернард Бестляйн-младший освоил профессию механика. В это же время он учился в вечерней рабочей школе.
В 1911 году вступил в движение Социалистической рабочей молодёжи, где познакомился с будущей женой Иоганной Элизабетой Эрминой Бертой Ценк, также происходившей из семьи рабочих. В 1912 году вступил в Социал-демократическую партию Германии (SPD) и в профсоюз металлургов. С 1913 по 1915 годы работал на разных оружейных заводах.
В начале Первой мировой войны он прослужил рядовым два года на Западном фронте. По окончании войны был уволен в запас. В 1917 году начал писать статьи о революционных событиях в России под псевдонимом «Бернский Бродяга», призывая к установлению мира посредством революции. По возвращении к гражданской жизни, был избран в совет рабочих и солдат в ноябре 1918 года. Как внештатный корреспондент писал статьи для рабочих изданий Гамбурга.
В 1918 году вступил в Независимую Социал-демократическую партию Германии (USPD), левое крыло которой в 1920 году вошло в Коммунистическую партию Германии (KPD). В марте 1921 года стал самым молодым депутатом, избранным в городское собрание Гамбурга. В том же году поддержал в выступления рабочих в Саксонии и Рурской области, участвовал в демонстрации рабочих в Гамбурге, был объявлен в розыск и бежал в Советский Союз.
В СССР он проживал с женой в Ленинграде, редактировал газеты на немецком языке и читал студентам лекции. В начале 1923 года, после объявления амнистии в Германии, вернулся на родину и редактировал газеты в партии в Дортмунде, Хагене, Вуппертале, Ремшайде и Золингене. С 1929 года — главный редактор Bergische Arbeiterstimme в Золингене. В 1929 году возглавил ячейку KPD в районе к югу от Дюссельдорфа, в феврале 1931 года — глава KPD в центральном районе Рейна. С 1932 года член парламента Пруссии, в марте 1933 года был избран в рейхстаг.
После захвата власти нацистами 7 февраля 1933 года на нелегальном собрании Центрального Комитета компартии недалеко от Берлина предложил начать подпольную работу в стране.

### Первый арест
В мае 1933 года был арестован и осуждён за «заговор с целью совершения государственного переворота», получив 20 месяцев тюрьмы. Затем в течение пяти лет содержался в концентрационных лагерях Эстервеген, Дахау и Заксенхаузен. В 1940 году был освобождён и устроился на работу механиком в Гамбурге. Здесь в 1941 году, совместно с Францем Якобом и Робертом Абсхагеном, создал коммунистическую организацию сопротивления, получившую название группы Бестляйна-Якоба-Абсхагена, члены которой действовали сначала только на верфи в Гамбурге. Затем группа распространила деятельность по всему северу Германии — во Фленсбурге, Киле, Любеке, Ростоке и Бремене были организованы ячейки. Ячейки возглавляя незнакомые друг с другом лидеры, с целью уменьшить риск разоблачения всей организации. За семь лет проведённые в заключении с 1933 по 1940 год он был свидетелем ужасных преступлений нацистов и утвердился во мнении бескопромиссной борьбы с нацистской идеологией.

### Второй арест и казнь
15 октября 1942 года он был арестован гестапо на рабочем месте на заводе Рипе-Веркен в Альтоне. Его арест был связан с расследованием специальной комиссией дела «Красной капеллы» и с помощью, оказанной его группой двум нелегалам из СССР — Эрну Эйфлеру и Вильгельму Феллендорфу. При задержании пытался бежать, был ранен. Сначала его заключили в тюрьму Фульсбюттель, где жестоко пытали. В начале 1943 года гестапо выписало ордер на арест 61 члена группы Блястайн-Якоб-Абшаген.
В ноябре 1942 года основал подполье в застенках гестапо. Летом 1943 года народный суд в Берлине приговорил его к смертной казни. Бомбардировка тюрьмы Плётцензее в Берлине позволила ему бежать в январе 1944 года. Вместе с Антоном Зефковым и Францем Якобом создал нелегальную сеть свободного передвижения по Германии в Берлин-Бранденбург. По доносу агента гестапо Эрнста Рабова был арестован 30 мая 1944 года, 5 сентября приговорён к смертной казни и 18 сентября казнён на гильотине.

## Память

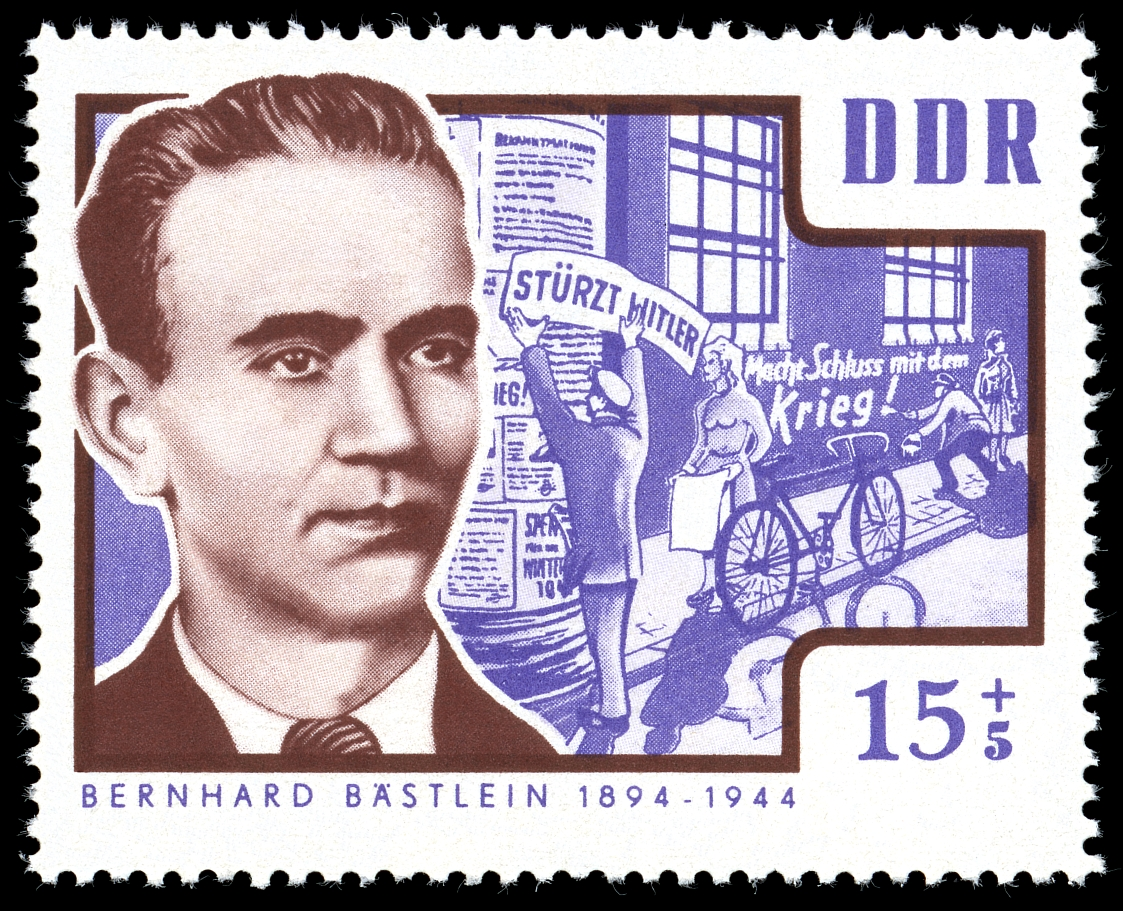
Бернхард Карл Бестляйн: почтовая марка ГДР, 1964

По мотивам жизни Бернхарда Бестляйна немецкий писатель Эмиль Рудольф Гройлих написал книгу «Bis zum letzten Atemzug» («До последнего вздоха»). В Берлине, Магдебурге, Лейпциге и Ростоке есть улицы, носящие его имя. В 1992 году в Берлине на площади перед Рейхстагом установлены 96 плит с именами жертв нацистского режима в Германии. В Гамбурге, родном городе Бернхарда Бестляйна, в его честь установлен мемориальный камень.